# 帕秋季
51°0′36″N 31°14′40″E / 51.01000°N 31.24444°E
帕秋季（烏克蘭語：Патюти），是烏克蘭北部的村莊，隸屬切爾尼希夫州的切爾尼希夫區。該村始建於1666年，面積2.02平方公里，海拔高度115米，2001年人口657，人口密度每平方公里325.3人。